# Santuari de la Mare de Déu de Loreto (Ulldemolins)
Santuari de la Mare de Déu de Loreto és un monument del municipi d'Ulldemolins (Priorat) protegit com a bé cultural d'interès local.

## Descripció
Es tracta d'un edifici d'una sola nau, sense capelles laterals, amb un cambril darrere de l'altar major, al qual s'accedeix per una porta a cada costat del presbiteri, allà trobem cinc pintures de l'artista Teresa Ferrer de Sitges que perpetuen les ermites del terme i la parròquia de Sant Jaume. La volta arrenca d'un fris continu i és de mig punt amb llunetes. Els angles del presbiteri són rematats per petxines.
La façana principal, que era totalment llisa es va decorar amb uns esgrafiats l'any 1985. Una porxada de tres arcs que donen accés a la porta d'entrada, un ull de bou petit sota el campanar, dues finestres laterals i una rosassa formen la totalitat del conjunt ornamental. L'església és de paredat amb reforç de carreu als angles.

## Història
L'actual edifici substituí un altre santuari anterior del segle xvi que es construí per venerar-hi la imatge que havia oblidat un pelegrí reusenc durant la primera meitat del segle. El nou edifici es planificà el 1758 i les obres s'iniciaren el 1762, dirigides pel mestre de cases Pere Sans. El 1770 hi fou col·locat un bell retaule barroc que perdurà fins al 1936.
L'any 1991 s'emprèn la tasca de decorar-lo i s'opta per unes pintures d'estil bizantí i representen episodis de la història de la Salvació. Se n'encarrega del treball Juan Etxenique i Celis, ortodox xilè. La devoció a la Verge de Loreto és avui tan important com en altres temps i els cultes de la festa major del poble són en el seu honor.